# Gare de Shuzenji
La gare de Shuzenji (修善寺駅, Shuzenji-eki) est une gare ferroviaire japonaise de la ville d'Izu, dans la préfecture de Shizuoka. La gare est gérée par la compagnie Izuhakone Railway.

## Situation ferroviaire
Gare terminus, Shuzenji est située au point kilométrique (PK) 19,8 de la ligne Sunzu.

## Histoire
La gare a été inaugurée le 1er août 1924.

## Service des voyageurs

### Accueil
La gare dispose d'un bâtiment voyageurs, avec guichets, ouvert tous les jours.

### Desserte
- Ligne Sunzu :
  - voies 1 à 5 : direction Mishima
  - voies 2 et 3 : services Odoriko pour Atami et Tokyo